# Dercylinus
Dercylinus impressus es una  especie de coleóptero adéfago perteneciente a la familia Carabidae y el único miembro del género monotípico Dercylinus.